# 阿尔帕德豪洛姆
阿尔帕德豪洛姆是匈牙利琼格拉德州所辖的一个村，它的总面积为45.20平方公里，总人口为514人，人口密度11.4人/平方公里（2011年1月1日）。